# Scheloribates milleri
Scheloribates milleri är en kvalsterart som beskrevs av Arthur P. Jacot 1936. Scheloribates milleri ingår i släktet Scheloribates och familjen Scheloribatidae. Inga underarter finns listade i Catalogue of Life.